# Der g’schupfte Ferdl
Der g’schupfte Ferdl ist ein österreichischer Schlager aus dem Jahr 1952, der vor allem in der Coverversion mit Helmut Qualtinger sehr populär wurde. Die Musik und den Text schrieb Gerhard Bronner. 1952 nahm Bronner das Lied auf.

## Inhalt
Das Lied ist im Wienerischen Dialekt geschrieben und beginnt mit den Worten:
Heute ziagt (= zieht) der g’schupfte Ferdl frische Socken an

Grün und gelb gestreift, das ist so elegant

Schmiert mit feinster Brillantine  seine Locken an

Putzt si(ch) d’ Schuach und nachher haut er si ins Gwand (= bekleidet er sich)

Denn beim Thumser draußt in Neulerchenfeld is Perfektion

### Der blasse Gustav
Die bundesdeutsche Version des Liedes beginnt mit den Worten:
Heute zieht der blasse Gustav reine Socken an

Frisch gewaschen von Frau Schulz bei der er wohnt

Schmiert mit feinster Brillantine seine Locken an

Nimmt das Hemd aus Nylon, das er sonst so schont

Denn sein Sportverein, der Eintracht heißt, gibt heut einen Ball

## Geschichte
Dieses Lied war Bronners größter Erfolg. Die Inspiration dazu lieferte ihm ein eigenes Erlebnis: Bronner vergaß seine Aktentasche in den Räumlichkeiten der Wiener Tanzschule Thumser in Neulerchenfeld (Neulerchenfelder Straße 14), die tagsüber als Rundfunkstudio genutzt wurden. Als er sie abends abholte, trug sich dort eine Schlägerei zu. Bei der Heimfahrt mit der Wiener Stadtbahn fiel Bronner dieses Lied ein.
Er fand jedoch vorerst keinen Verlag und keine Plattenfirma, da diese der Meinung waren, das Lied sei viel zu lang, es verstehe außerhalb von Wien kein Mensch. So ließ Bronner selbst die Platte in kleiner Auflage produzieren. Auf Klage der Tanzschule Thumser, es gäbe bei ihnen keine derartigen Schlägereien, musste Bronner die restlichen Platten vernichten. Da von diesem Vorfall die Zeitungen berichteten, wollten viele Leute nun dieses Lied hören. Daraufhin nahm es Bronner wiederum auf, veränderte jedoch den Namen Thumser zu einem fiktiven Wimmer. Einige Jahre später nahm Helmut Qualtinger das Lied auf, wieder mit dem ursprünglichen Text: Thumser.
Für Deutschland verfasste Bronner eine hochdeutsche Version: Der blasse Gustav. Georg Kreisler schrieb eine englische Version des Liedes mit dem Titel Dirty Ferdy, die von ihm 1958 bei Amadeo auf einer EP mit drei weiteren eigenen englischsprachigen Liedern veröffentlicht wurde.